# 森久保祥太郎 presents IRONBUNNY'S ROCK ROCKER ROCKEST
『森久保祥太郎 presents IRONBUNNY'S ROCK ROCKER ROCKEST』（もりくぼしょうたろう プレゼンツ アイアンバニーズ ロック ロッカー ロッケスト）は、2019年4月6日から2021年9月25日まで文化放送、2019年4月7日から2021年9月26日まで超!A&G+、またかつては、YouTubeで放送・配信されていたラジオ番組。

## 番組概要
- 「すべてのハードロック・ヘヴィメタルファンに向けたロック・バラエティ」といううたい文句で、文化放送×テレビ朝日ミュージック×セントラルミュージックと共同でプロデュースを手掛ける、ロックユニット・IRONBUNNYの結成発表記者会見が、2019年3月28日(木)に開かれ、番組開始が発表された[1]。
- “西暦2300年の世界から来た”サイボーグギタリスト「Ediee Ironbunny」。そのCVを担当する森久保祥太郎が、番組の進行役と全コーナーを仕切り役として出演者として起用している。
- 毎週、ロックアーティスト等、ジャンルを問わず様々な分野のロック・メタルファンもゲストに招き、ゲストからロック・メタルにまつわる愛を語ってもらい、ロックバンド・IRONBUNNYのKotono・Minami（Hinaは途中までレギュラーとして参加）が、ロックについての心構えを取得すべく立ち上がったラジオ番組であり、IRONBUNNYの成長を見届けてもらうための音楽番組である。
- IRONBUNNYの解散に伴い、2021年9月を以って終了した。

## コラボエピソード
- 2020年の最後の放送で、伊藤政則のラジオ番組『POWER ROCK TODAY』（bayfm）と番組のコラボが決定した。2011年1月11日の生放送で、番組MCの森久保祥太郎と伊藤政則が参加[2]。
- コロナ禍中であり、IRONBUNNY(Kotono・Minami)は、テレワークでの出演となった[3]。
- 生放送終了後、『ROCK ROCKER ROCKEST』の放送中に伊藤政則から音声コメントが届き、『ROCK ROCKER ROCKEST（この番組）』にゲストとしてお邪魔すると発言した。
- コロナ禍になり、93回から再度、IRONBUNNY(Kotono・Minami)がテレワークで、KotonoとMinamiが交互に出演する事になった。
- 番組の最後には、IRONBUNNYの「Black is the new innocence」をBGMにコーナーの投稿の募集の呼び込みを呼び掛けている。
- リスナーへの番組ノベルティが無い。
- 掛け声は『全ツッパでロックンロールだ!!』

## 放送時間
|                           | 放送     | 放送時間                                                                              |
| ------------------------- | -------- | ------------------------------------------------------------------------------------- |
| 本放送(※音声番組)         | 文化放送 | 毎週土曜日 27:00 - 27:30 （2019年4月6日 - 2021年9月25日）                             |
| ネット配信(※動画番組)     | 超!A&G+  | 毎週日曜日 13:00 - 13:30→11:00 - 11:30→12:30 - 13:00 （2019年4月7日 - 2021年9月26日） |
| アーカイブ配信(※動画番組) | YouTube  | 毎週日曜日 13時30分更新されていた （2019年4月7日 - 2019年9月29日）                    |

## パーソナリティ
- 森久保祥太郎 - 番組進行・司会
- IRONBUNNY（Kotono、Minami、Ediee Ironbunny（ギター、CV:森久保祥太郎））

※Hinaは、メンバー中は、コーナーや番組に参加していたが、諸事情により途中で脱退

## コーナー
普通のお便り
リスナーからのメッセージを紹介するコーナー。
ロックンロール・インスティチュート
世界中のロック名盤の中から毎週1枚にスポットを当てて紹介する。
ロック名盤にまつわる歴史や背景を『IRONBUNNY』(Kotono・Minami)が学んでいくことで、
正真正銘のロックアーティスト『ROCKEST』を目指していくコーナー。
最初にEdiee Ironbunnyがロック名盤を紹介するも、Edieeならではの曲目の紹介が否めない（森久保は、よくわからない事を言っている、と断言）。
『IRONBUNNY』(Kotono・Minami)が名盤について、学んだことを格言にして回答し、どちらが良かったかは森久保祥太郎が判断し、勝った人は、IRONBUNNY Youtube公式チャンネルで名盤を紹介している。その後、紹介した名盤の曲を流す。今後紹介していく予定の名盤一覧を番組公式ホームページに掲載しており、ロック名盤の感想や批評、思い出などをリスナーからメールで募集し、来たメールは随時番組の中で紹介する。
ABC オブ ロックンロール
「ロックンロールとは何なのか」をIRONBUNNY(Kotono・Minami)が学んでいくために、リスナーから『あなたの日常の中のロック』をメールを紹介し、その内容がどれぐらいロックかを300年後の世界から来たサイボーグロックギタリストのEdieeが「A（ロックである）」「B（まあまあロック）」・「C（ロックではない）」で、弾き語りで判定をしていく。
ロッケストオオギリ
【ロッケスト】の概念とは一体どんなモノなのか、2人が考えてロッケストを目指す。1つのお題に対して、毎回IRONBUNNY（Kotono・Minami）が答えていく。お題は毎回変わり、リスナーからの「お題」も募集している。

## 過去のコーナー
YOUNG GUITAR編集長・上田慎也の速弾きバカ一代
番組当初、月刊ギター専門誌『YOUNG GUITAR』とのコラボコーナーを実施。IRONBUNNY(Kotono・Minami)が 番組内でギターを教わるというコーナーで、これに伴い『YOUNG GUITAR』の誌上での連載がスタートした（その後終了）。
スタジオライブ
番組の最後にはIRONBUNNY]（Kotono・Minami）がロックの名曲を毎週スタジオライブする。スタジオライブで演奏して欲しい楽曲リクエストもリスナーから募集していた。ライブの感想も募っていたが、コロナ禍などの諸事情により終了している。